# Syspasis pumilio
Syspasis pumilio är en stekelart som beskrevs av Heinrich 1968. Syspasis pumilio ingår i släktet Syspasis och familjen brokparasitsteklar. Inga underarter finns listade i Catalogue of Life.